# Deccanlärka
Deccanlärka (Galerida deva) är en fågel i familjen lärkor inom ordningen tättingar. Den är endemisk för Indien där den påträffas på högplatån i centrala delarna. IUCN kategoriserar den som livskraftig.

## Utseende
Deccanlärkan är en rätt liten (14 cm) lärka med spetsig tofs, mestadels brungul fjäderdräkt, medellång, kraftig näbb och rätt kort stjärt. De yttre stjärtfjädrarna är rostfärgade. Jämfört med liknande malabarlärkan är den mindre samt har ljust rostbrun undersida (ej beigevit) och är i mindre utsträckning streckad på bröstet.

## Läte
Sången liknar indisk lärka. Lätet beskrivs i engelsk litteratur som ett nasalt "dwezee".

## Utbredning och systematik
Fågeln lever på den halvtorra platån i centrala Indien. Den behandlas som monotypisk, det vill säga att den inte delas in i några underarter.

## Levnadssätt
Deccanlärkan hittas i torr jordbruksmark samt i steniga och snåriga områden upp till cirka 1000 meters höjd. Födan är dåligt känd men verkar bestå av frön och ryggradslösa djur som den söker efter på marken, i par eller små, lösa flockar. Även häckningsbiologin är bristfälligt studerad. Häckningsperioden sträcker sig från åtminstone mars till september, men huvudsakligen maj–augusti.

## Status och hot
Arten har ett stort utbredningsområde och en stor population med stabil utveckling och tros inte vara utsatt för något substantiellt hot. Utifrån dessa kriterier kategoriserar internationella naturvårdsunionen IUCN arten som livskraftig (LC). Världspopulationen har inte uppskattats men den beskrivs som lokalt vanlig.

## Namn
Deccanlärkan beskrevs taxonomiskt som art av William Henry Sykes 1832, därav det engelska namnet Sykes's Lark. Det vetenskapliga artnamnet deva syftar på Deva, en grupp gudar i den hinduiska mytologin. Deccan är namnet på en högplatå i södra Indien där arten förekommer.

## Bilder

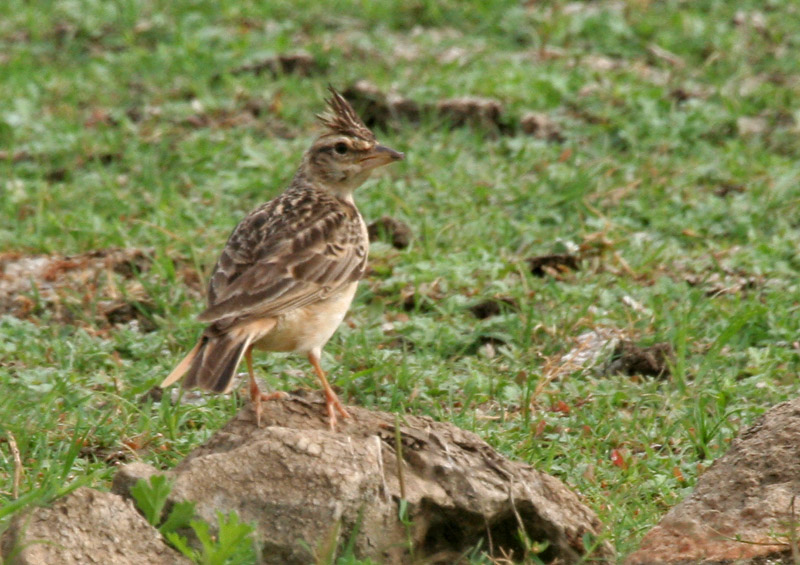
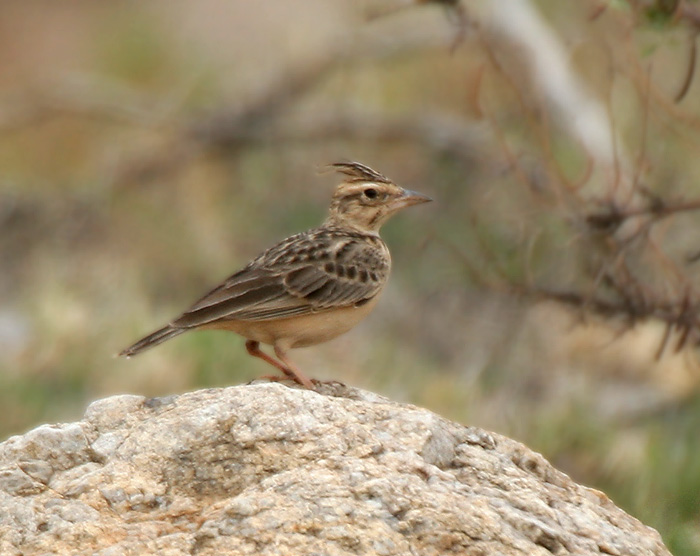
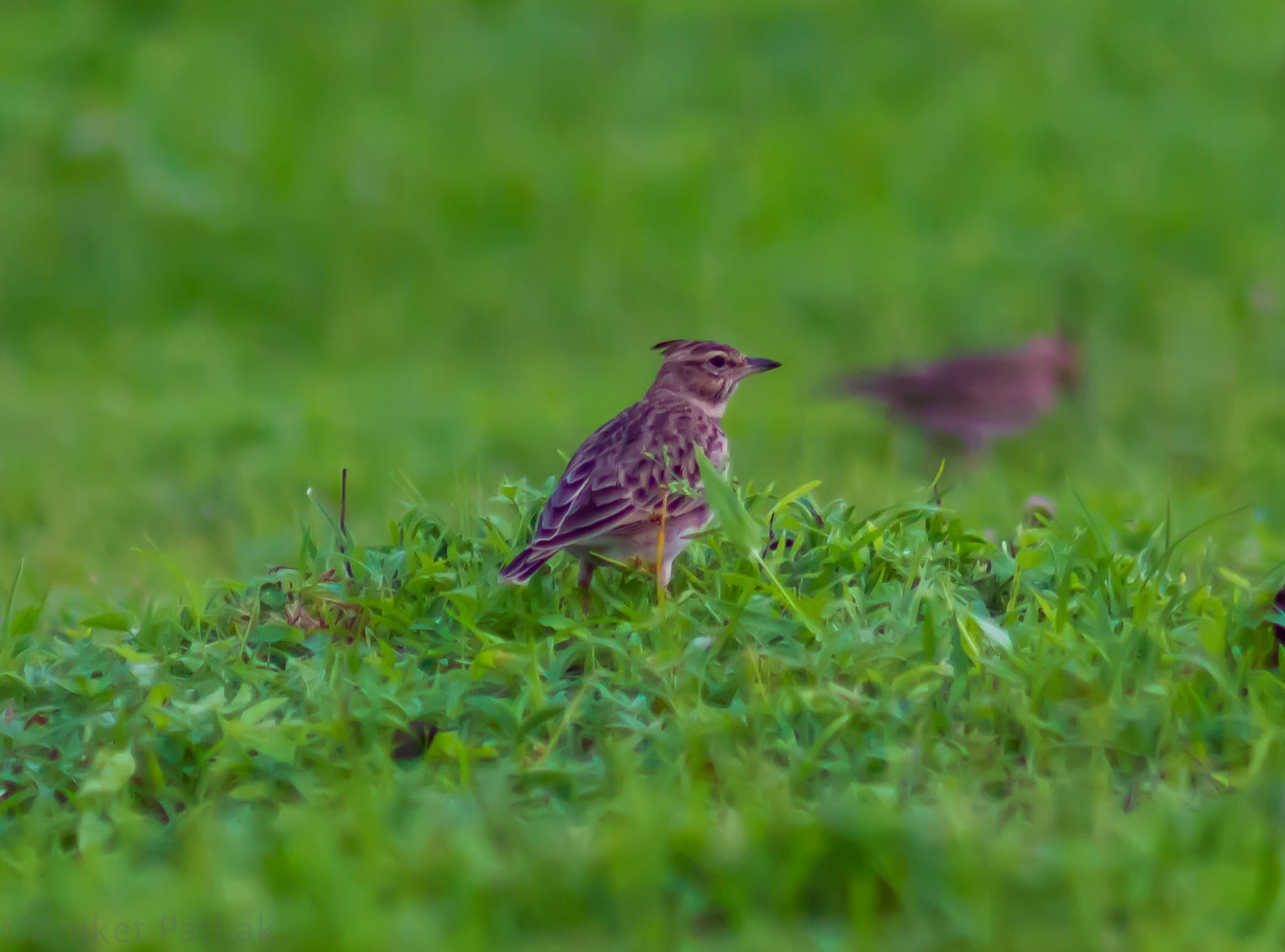